# Хронув-Кольонія
Хронув-Кольонія (пол. Chronów-Kolonia) — село в Польщі, у гміні Оронсько Шидловецького повіту Мазовецького воєводства.
Населення — 315 осіб (2011).
У 1975-1998 роках село належало до Радомського воєводства.

## Демографія
Демографічна структура станом на 31 березня 2011 року:
|          | Загалом | Допрацездатний вік | Працездатний вік | Постпрацездатний вік |
| -------- | ------- | ------------------ | ---------------- | -------------------- |
| Чоловіки | 161     | 29                 | 119              | 13                   |
| Жінки    | 154     | 31                 | 86               | 37                   |
| Разом    | 315     | 60                 | 205              | 50                   |